# Бели камък
Бели камък е най-високият връх на Кобилска планина. Надморската му височина е 1362 м. Принадлежи към Милевско-Конявската планинска група, в историко-географската област Краище. Върхът е част от планинските първенци на България.

## Фауна
В околностите на върха са наблюдавани орел змияр (Circaetus gallicus), тръстиков блатар (Circus aeruginosus), гривяк (Columba palumbus), черен дрозд (Turdus merula), полска чучулига (Alauda arvensis), гарван (Corvus corax), сива врана (Corvus cornix), сойка (Garrulus glandarius) от птиците и късокрак гущер (Ablepharus kitaibelii)  от влечугите. От бозайниците се срещат дивата свиня (Sus scrofa), кафявият заек (Lepus europaeus) и др. От дневните пеперуди в района са разпространени големият (Papilio machaon) и малкият полумесеци (Iphiclides podalirius) (лястовичи опашки), копривна пеперуда (Aglais urticae) и много други.